# Back Room
Back Room és un curtmetratge espanyol de temàtica LGBTI del 1999 dirigit per Guillem Morales. Va ser el seu treball de final de curs de l'Escola Superior de Cinema i Audiovisuals de Catalunya (ESCAC).

## Argument
En la "cambra fosca" d'una discoteca d'ambient gai de Barcelona, la cambra va seguint a cadascun dels cinc homes protagonistes en una típica nit de dissabte en la s'establixen relacions sexuals.

## Repartiment
- Juan Jaimez	... Iván
- Oriol Serra ... Álex
- Joan Díez ... Víctor
- Ruben Ametllé ... Miguel
- Nolo Ortiz ...	Julio

## Premis i nominacions
Fou nominat al Goya al millor curtmetratge de ficció el 1999. Tanmateix va guanyar el Premi Via Digital al Festival de Màlaga, i el premi al millor curt del Festival Internacional de Cinema d'Estocolm. També va guanyar el premi del jurat al Miami Gay and Lesbian Film Festival i diversos premis als festivals de Medina, Dresde, Alcalá de Henares i al Barcelona Curt Ficcions.